# Begblende
Begblende (også kaldet uraninit) er et sort, uranholdigt mineral.
| Geologi | Spire Denne artikel om geologi er en spire som bør udbygges. Du er velkommen til at hjælpe Wikipedia ved at udvide den. |